# Desmilitarització

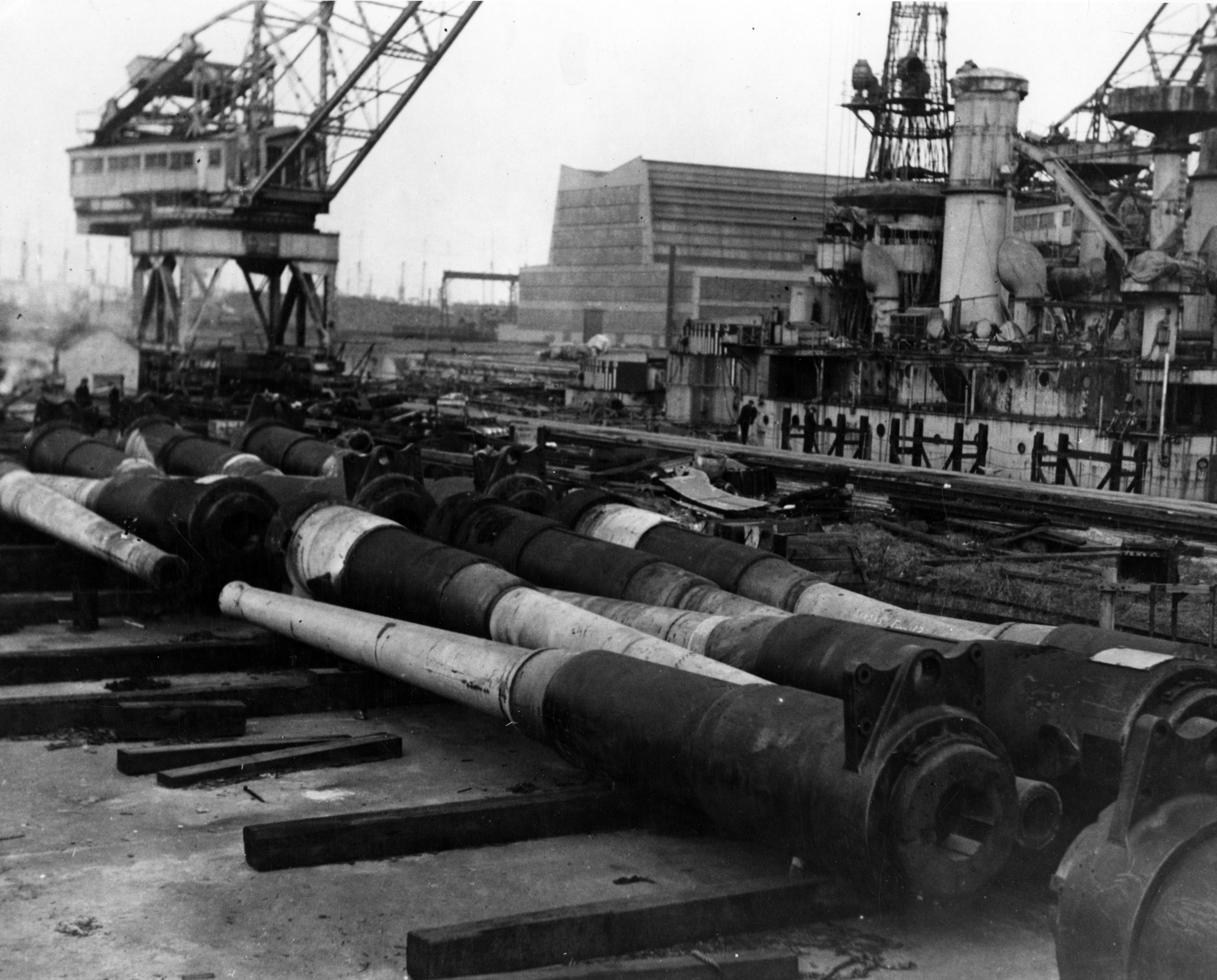
Canons de vaixells desballestats a Pennsilvània (Estats Units), al desembre de 1923

La desmilitarització és una mesura de seguretat pactada en un tractat que prohibeix o limita l'activitat i l'armament de l'exèrcit d'un estat en tot el país o una zona particular. També es parla de desmilitarització quan un cos policial o un altre servei integrat en l'exèrcit passa del ministeri de Defensa per integrar-se en la policia civil controlada pel ministeri d'Interior o altres autoritats civils. És una operació que molts països europeus han fet amb l'equivalent de la guardia civil, que a Espanya encara manté el caràcter militar.
És diferent del desarmament i el control d'armes de grups armats, fora de l'exèrcit regular, que es pot pactar a la fi d'un conflicte armat. Es pot decidir desarmar també de manera pactada entre dues o més potències per reduir el volum d'armes i procurar als governs recursos «els dividends de la pau» per altres activitats socialment útils, com ho era per exemple el Tractat Naval de Washington del 1924 o la Convenció sobre Armes Químiques del 1993. També és diferent de la desmobilització que es fa després d'un conflicte armat, quan l'exèrcit acomiada i desarma una gran part del personal i les forces de reserva que poden tornar a activitats civils.
Una zona desmilitaritzada és una àrea específica on estan prohibides persones, equipaments o activitats militars. Funciona com una zona d'esmorteïment entre nacions implicades en un conflicte armat.
De vegades es parla de desmilitaritzar la societat i canviar una educació militar per una educació per a la pau. Consisteix a reemplaçar valors militars com l'obediència, la disciplina, el patriarcat, l'androcentrisme i, sobretot, la violència com a mitjà per resoldre conflictes, per valors de pau, diàleg i llibertat. La desmilitarització de l'educació planteja que els principis de l'exèrcit s'oposen als valors d'una educació democràtica: la llibertat personal, el pensament crític, la solidaritat amb els més febles, el respecte a la diversitat i la igualtat entre pobles, així com entre homes i dones. Intenta arribar a solucions humanitàries i espais als quals les persones se senten en seguretat sense protecció militar: per mesures que augmenten la salut, la seguretat alimentària, l'accés al treball, el respecte dels drets humans, la conservació del medi natural i el dret a l'educació i a la participació política. No és fàcil compaginar els límits de l'ideal pacifista d'una societat desmilitaritzadada de vegades considerada com bonista amb el dret a la autodefensa contra un invasor com en el cas de la invasió russa d'Ucraïna del 2022.

## Desmilitarització bilateral o multilateral pactada
El Tractat de Versalles (1919) va prohibir a l'Alemanya tenir una força aèria, vehicles blindats i certs tipus de vaixells de guerra. A més es va desmilitaritzar la Renània i França va ocupar la conca carbonífera del Sarre.
La desmilitarització era una part essencial de la política de les forces aliades durant l'ocupació d'Alemanya i del Japó després de la Segona Guerra Mundial. Els militars japonesos i alemanys van rebre noves insígnies per a dissociar-los de la recent història bèl·lica. Van ser mantinguts en actiu per ajudar els aliats a fer front a la nova amenaça soviètica, que es va fer evident a la fi de la Segona Guerra Mundial, quan va començar la Guerra Freda.
L'abolició de l'exèrcit de Costa Rica, després de la fi de la Guerra Civil de 1948.

## Desmilitarització de cossos militars
Des dels anys setanta del segle xx a Occident, molts estats van desmilitaritzar cossos de policia estatals que eren integrats en l'exèrcit. Això es va fer amb la voluntat de dotar -los de major democràcia interna i, alhora un millor control democràtic i ciutadà. El 1981, la Polizia di Stato italiana va ser un dels primers. La Bundesgendarmeria d'Àustria, per altra banda, es va fusionar amb la policia nacional i formar un nou cos civil. El mateix va passar a Bèlgica el 2000 quan va palesar que la dependència de dos ministeris diferents de cossos que competien en lloc de col·laborar, duplicaven el cost i minvaven els resultats.